# 邗国
邗国，是中国历史上周朝的一个小型诸侯国。在今江苏省淮安市东南。最後為吳所併。